# Yasmina Mélaouah
Yasmina Mélaouah (Tunisi, 29 novembre 1961) è una traduttrice italiana.

## Biografia
Yasmina Mélaouah si è laureata in letteratura francese moderna e contemporanea. Insegna traduzione letteraria alla Civica Scuola Interpreti e Traduttori di Milano. Ha tradotto, fra gli altri, Daniel Pennac, Patrick Chamoiseau, Fred Vargas, Colette, Jean Genet, Andreï Makine, Laurent Mauvignier, Mathias Énard, Albert Camus, Martin Winkler e Antoine de Saint-Exupéry. Nel 2007, in occasione delle Giornate della traduzione di Urbino, ha ricevuto il premio per la traduzione del Centro Europeo per l'editoria. Di recente ha ritradotto Il grande Meaulnes di Alain-Fournier e La peste di Albert Camus.
| Controllo di autorità | VIAF (EN) 4764147967360684200007 · SBN CFIV109986 · GND (DE) 111911229X |